# Morandi
Morandi — румунський поп-гурт, відомий майже в усіх регіонах Східної Європи.[джерело?] Колектив виник у 2005 році та складається з двох учасників: Marius Moga та Andrei Stefan Ropcea (Randi)
Назва гурту походить від перших двох букв імені Мога та ніку Ропчеа — Randi, утворюючи Morandi.

## Склад гурту
- Маріус Мога — вокал
- Андрій Ропча — вокал
- Razvan — ударні
- Viky — клавішні
- Alex — ударні
- MC Dylma — DJ
- Alex — гітара.

### Вокалісти

#### Маріус Мога
Маріус Мога народився 30 грудня 1981 року у місті Алба-Юлія. З трьох років займався грою на фортепіано та вокалом у міській школі мистецтв. Закінчив соціологічний факультет. 2000 року Мога приїжджає до Бухаресту, де і починається його кар'єра. Він пише музику та тексти для відомих румунських груп, таких як Akcent, Blondy, Andreea Balan, Corina, Cream, Anda Adam, Simplu. 2005 року Мога організовує власний продюсерський центр My Band, який займається розкручуванням молодих румунських виконавців.

#### Andrei Ropcea
Андрій Ропча народився 23 травня 1983 року у місті Пітешті. Закінчив ліцей мистецтв «Dinu Lipatti», де навчався грі на фортепіано. Приїхавши до Бухаресту, Ранді також займався продюсерською діяльністю, писав тексти та музику. Наразі Ранді є основним вокалістом та «обличчям» гурту Morandi, а також продюсером у своїй студії Famous Production, яка розпочала свою діяльність у 2012-му році.

## Історія гурту

### 2004-2005: Початок кар'єри та Reverse
2004 року Маріус Мога та Андрій Ропча, будучи на той час відомими у Бухаресті виконавцями, вирішили записати спільний трек під назвою «Love Me». Про створення групи тоді ще не йшлося. Пісня була записана, а потім інкогніто поширена клубами Бухареста. Публіка поставилася до неї прихильно, після чого Мога та Ропча оголосили про створення нового проєкт, який назвали Morandi.
Дебютний альбом «Reverse» було випущено 17 липня 2005 року і отримав золоту сертифікацію UPFR у грудні. Станом на грудень 2021 року альбом було продано у кількості двох мільйонів копій у всьому світі. Пісня «Beijo (Uh La La)», стала другим синглом з альбому, очолила румунський Топ-100 дев'ять тижнів.

### 2006-2008: Mind Fields та N3XT
Дует розширився і перетворився на групу, додавши перкусіоніста та двох диск-жокеїв. «Mindfields», другий альбом групи, був випущений у березні 2006 року. З альбому було випущено два сингли, «Falling Asleep» та «A la lujeba», які досягли першого місця в Румунії. У липні 2007 року гурт випустив лід-сингл зі свого третього альбому під назвою «Afrika», який посів друге місце в Румунії. Пісня «Angels (Love Is the Answer)» мала комерційний успіх, досягши першого місця в п'яти країнах і отримавши семиразовий платиновий сертифікат в Росії. Їхній третій альбом, N3XT, був випущений 14 грудня 2007 року й отримав платиновий сертифікат в Румунії та був сертифікований як чотири рази платиновий в Росії. Пісня Save Me за участю Елен стала останнім синглом з альбому і мала такий же успіх, як і попередній сингл.

### 2009-2011: Zebra
У червні 2009 року дует оголосив пісню «Colors» як лід сингла зі свого майбутнього четвертого альбому під назвою «Zebra», який мав вийти наприкінці того ж року. Пісня «Rock the World» була випущена як другий сингл з альбому у квітні 2010 року, при цьому дует заявили про затримку альбому. Для просування альбому у 2011 році було випущено ще два сингли, а саме «Midnight Train» та «Serenada». В інтерв'ю для Urban.ro Ранді заявив, що Моранді візьмуть перерву й альбом має вийти в грудні 2011 року.

### 2012-2021: Перерва та релізи синглів
Дует повернувся на музичну сцену у 2013 році з піснею «Everytime We Touch». Вони випустили ще два сингли, після чого взяли чергову перерву наприкінці 2014 року. У листопаді 2016 року Моранді повернулися, випустивши пісню «Keep You Safe». Сингли «Kalinka» та «Professional Liar» були анонсовані як перший і другий лід-сингл, відповідно до майбутнього четвертого альбому гурту.
У червні 2021 року було офіційно анонсовано, що Ранді більше не є частиною дуету, а травні 2022 року дует вже повністю розпався.

### 2024-теперішній час: Возз'єднання
У жовтні 2024 року Ренді підтвердив, що вони з Могою возз'єдналися, щоб створювати музику під колишньою назвою.[9]

## Дискографія

### Студійні альбоми
| Назва       | Деталі альбому                                                                                        | Продажі                       | Сертифікації                         |
| ----------- | --- | ----------------------------- | ------------------------------------ |
| Reverse     | - Реліз: 17 липня 2005 - Лейбл: Roton - Формат: CD, цифрове завантаження, стриминг                    | - WW: 2,000,000 - ROM: 35,000 | - UPFR: Gold                         |
| Mind Fields | - Реліз: березень 2006 - Лейбл: Roton - Формат: CD, цифрове завантаження, стриминг                    |                               |                                      |
| N3XT        | - Реліз: 14 грудня 2007 - Лейбл: Universal Music Romania - Формат: CD, цифрове завантаження, стриминг |                               | - UPFR: Platinum - NFPF: 4× Platinum |

### Збірки
| Назва   | Деталі альбому                                                                    | Пікові позиції у чартах |
| Назва   | Деталі альбому                                                                    | GRE                     |
| ------- | --------------------------------------------------------------------------------- | ----------------------- |
| Best Of | - Реліз: 2011 - Лейбл: Universal Music Romania - Формат: CD, цифрове завантаження | 26                      |

### Сингли
| «Love Me»                                                                        | 2004 | 2  | — | —   | —  | —  | —  | — | —  |                     | Reverse                 |
| «Beijo (Uh-La-La)»                                                               | 2005 | 1  | — | —   | —  | —  | —  | — | 54 |                     | Reverse                 |
| «Falling Asleep»                                                                 | 2006 | 1  | — | —   | —  | —  | —  | — | —  |                     | Mindfields              |
| «A La Lujeba»                                                                    | 2006 | 1  | — | 54  | —  | —  | —  | — | —  |                     | Mindfields              |
| «Afrika»                                                                         | 2007 | 2  | — | 105 | —  | —  | —  | — | —  |                     | N3XT                    |
| «Angels (Love Is the Answer)»                                                    | 2007 | 1  | — | 1   | 1  | 16 | 1  | 3 | 1  | - NFPF: 7× Platinum | N3XT                    |
| «Save Me» (featuring Helene)                                                     | 2008 | 1  | 1 | 3   | 1  | —  | 1  | — | 13 |                     | N3XT                    |
| «Colors»                                                                         | 2009 | 7  | 4 | 1   | 4  | —  | —  | — | 1  |                     | Best Of                 |
| «Rock the World»                                                                 | 2010 | 46 | — | 43  | 42 | —  | —  | — | 30 |                     | Best Of                 |
| «Midnight Train»                                                                 | 2011 | 53 | — | 5   | —  | —  | —  | — | 23 |                     | Best Of                 |
| «Serenada»                                                                       | 2011 | —  | — | —   | —  | —  | —  | — | —  |                     | Сингли поза альбомом    |
| «Everytime We Touch»                                                             | 2013 | 48 | — | 40  | —  | —  | —  | — | —  |                     | Сингли поза альбомом    |
| «Living Without You»                                                             | 2014 | —  | — | 154 | —  | —  | —  | — | —  |                     | Сингли поза альбомом    |
| «Summer in December» (з Inna)                                                    | 2014 | 80 | — | 133 | —  | —  | —  | — | —  |                     | Inna / Body and the Sun |
| «Keep You Safe»                                                                  | 2016 | —  | 5 | 170 | —  | —  | —  | — | —  |                     | Сингли поза альбомом    |
| «Kalinka»                                                                        | 2018 | —  | — | —   | —  | —  | 31 | — | —  | - ZPAV: Platinum    | Сингли поза альбомом    |
| «Professional Liar»                                                              | 2019 | —  | — | —   | —  | —  | —  | — | —  |                     | Сингли поза альбомом    |
| «—» релізи, що не потрапили у чарти або не були випущені у відповідних регіонах. |      |    |   |     |    |    |    |   |    |                     |                         |

## Нотатки
1. ↑  Sales of Reverse as of December 2021[4].
2. ↑  Sales of Reverse in Romania as of December 2005[5].
3. ↑  Notes concerning the Romanian peaks:
  - Due to the lack of national chart Romanian Top 100 archives for the late 2000s, the airplay charts published at that time by Nielsen Music Control and Uniunea Producătorilor de Fonograme din România (UPFR) are taken into consideration for «Colors» and «Save Me». It is unknown whether the two were affiliated with the Romanian Top 100, however their charts are reliable.
  - Airplay 100 replaced the Romanian Top 100 in 2012 after the latter chart ceased its weekly issuing.